# Геника, Ростислав Владимирович
Ростислав Владимирович Геника (15 [27] октября 1859, Корчевской уезд, Тверская губерния — 9 декабря 1942 Эйхталь, рейхсгау Штирия, ныне Храстник) — российский пианист, педагог, музыкальный критик, мемуарист.

## Биография
Окончил Московскую консерваторию (1879, класс Николая Рубинштейна), теоретические предметы изучал у П. И. Чайковского — об обоих в дальнейшем опубликовал воспоминания, в которых, как отмечает Александр Познанский, живо воспроизведены консерваторская атмосфера и личность Рубинштейна, а Чайковский описан в панегирических тонах.
С 1880 г. преподавал в музыкальных классах при Харьковском отделении Императорского Русского музыкального общества, с 1883 — в Харьковском музыкальном училище (позднее Харьковская консерватория), с 1896 г. сотрудничал как харьковский корреспондент с «Русской музыкальной газетой». Концертировал в Харькове, был, как сообщается, одним из первых российских пианистов, начавших вводить в концертный репертуар пьесы из цикла Чайковского «Времена года».
В 1922 г. эмигрировал, жил в Чехословакии.

## Опубликованные труды

### Книги
- История фортепиано в связи с историей фортепианной виртуозности и литературы: В 2 ч. — М.: П.Юргенсон, 1896. — Ч. 1. — 216 с.
- Из летописей фортепиано. Музыкально-исторические очерки. — СПб., 1905.
- Шуман и его фортепианное творчество. — СПб., 1907.
- Фортепианное творчество П. И. Чайковского. — СПб., 1909.
- Очерки истории музыки. Т. I—II. — СПб., 1911—1912.

### Статьи
- Бетховен: Значение его творчества в области фортепианной композиции // Русская музыкальная газета. — 1899. — № 1-3, 5-6, 8-10.
- Из консерваторских воспоминаний // Русская музыкальная газета. — 1916. — № 36-37, 40, 42-44, 47, 49.
- Фортепианное творчество А. Г. Рубинштейна // Русская музыкальная газета. — 1918. — № 1-2, 5-10.